# Anse aux Pins
Anse aux Pins est un district des Seychelles de l'île de Mahé.

## Géographie

### Démographie
Le district d'Anse aux Pins couvre 2,2 km2 et compte 3 535 habitants (2002).